# Alte Burg (Harrbach)
Die Alte Burg ist die Ruine einer kleinen Höhenburg bei 195 m ü. NN auf einer Wiese oberhalb des Ortsteils Harrbach der Stadt Gemünden am Main im unterfränkischen Landkreis Main-Spessart in Bayern.
Etwa um das Jahr 1100 wurde die Burg von den Herren von Harrburg, welche vermutlich Dienstherren der Herren von Homburg (Gössenheim) waren, erbaut.
Im Jahr 1469 erwarb das Bistum Würzburg unter Fürstbischof Rudolf von Scherenberg das Dorf Harrbach und die Burg, die 1525 im Bauernkrieg zerstört wurde.
Um 1900 wurde die Burg als Steinbruch bis auf die Grundmauern abgetragen und zeigt heute nach Ausgrabungen noch Grundmauern, den Eingangsbereich des Torbaus und den Burggraben.